# Nephrotoma bourbonica
Nephrotoma bourbonica är en tvåvingeart som beskrevs av Alexander 1957. Nephrotoma bourbonica ingår i släktet Nephrotoma och familjen storharkrankar.
Artens utbredningsområde är Réunion. Inga underarter finns listade i Catalogue of Life.